# Vegetarisches Schmalz
Als vegetarisches oder pflanzliches Schmalz werden aus Pflanzenfett hergestellte Imitate von echtem Schmalz. Durch weitere Zutaten und Gewürze erhält vegetarisches Schmalz einen an Griebenschmalz erinnernden Geschmack und wird wie dieses als Brotaufstrich und Bestandteil deftiger Gerichte verwendet.
Die Grundlage bilden von Natur aus feste Pflanzenfette mit einem hohen Anteil von gesättigten Fettsäuren (etwa 50–90 %) wie Palmöl und Palmkernöl, Kokosfett oder Kakaobutter. Um eine weichere, „schmalzige“ Konsistenz zu erreichen, wird das heiße Fett mit einem Anteil Pflanzenöl vermischt. Wie bei Griebenschmalz werden geröstete Zwiebeln, Apfelstückchen und Kräuter wie Majoran sowie Salz und Pfeffer mit erhitzt. Besonders bei industriell hergestelltem vegetarischen Schmalz ist die Zugabe von Hefeextrakt oder Würze üblich. In einigen Rezepten kommen noch geröstete und zerkleinerte Nüsse, Sonnenblumenkerne o. ä. als Ersatz für Grieben vor.
Mit dem Begriff Pflanzenschmalz in älteren Texten ist in der Regel ungewürztes Kokos- oder Palmfett gemeint.